# Eumenes bicinctus
Eumenes bicinctus är en stekelart som beskrevs av Henri Saussure. Eumenes bicinctus ingår i släktet krukmakargetingar, och familjen Eumenidae. Inga underarter finns listade i Catalogue of Life.